# تشارلز ماكغراث
تشارلز ماكغراث هو لاعب كرة قدم أسترالية وسياسي أسترالي، ولد في 10 نوفمبر 1872 في Newtown, Victoria ‏ في أستراليا، وتوفي في 31 يوليو 1934 في بالارات في أستراليا. نشط حزبياً في حزب العمال الأسترالي. وقد انتخب عضو مجلس النواب الأسترالي ‏ عن دائرة Division of Ballarat ‏ (10 يوليو 1920 – 31 يوليو 1934) وانتخب عضو مجلس النواب الأسترالي ‏ عن دائرة Division of Ballarat ‏ (31 مايو 1913 – 13 ديسمبر 1919) وانتخب عضو الجمعية التشريعية في فيكتوريا ‏ عن دائرة Electoral district of Grenville ‏ (1 يونيو 1904 – 1 أبريل 1913).